# Silene suecica
Espèce
Classification phylogénétique
Silene suecica, le Silène de Suède, est une espèce de plante herbacée appartenant à la famille des Caryophyllacées. C'est une espèce considérée en danger par l'UICN.

## Habitat et distribution
L'habitat de Silene suecica se situe sur les pentes rocheuses des montagnes de Suède et de Norvège, ainsi que sur les bords littoraux du Groenland, et dans certaines régions des Alpes (ouest et centre), des Apennins et des Pyrénées, jusqu'à 3 100 mètres d'altitude.

## Taxonomie
Synonymes
- Lychnis alpina (G.Lodd.) Greuter & Burdet
- Viscaria alpina (L.) G.Don.

Variétés
Trois variétés se rencontrent :
- Silene suecica var. alpina qui correspond à la description de l'espèce
- Silene suecica var. oelandica (Ahlq.) Sterner, de taille moins grande et aux fleurs de couleur plus éclatante
- Silene suecica var. serpentinicola Hayek que l'on trouve dans les massifs montagneux avec des pentes en terrasses et qui est plus petite et plus mince avec des fleurs plus pâles

Sous-espèces
Parmi les sous-espèces, Lychnis alpina subsp. americana (Fern.) J. Feilberg, autrefois Viscaria alpina subsp. americana (Fern.), se rencontre au Groenland.